# Nephthys modesta
Nephthys modesta är en ringmaskart som beskrevs av Grube 1877. Nephthys modesta ingår i släktet Nephthys och familjen Nephtyidae. Inga underarter finns listade i Catalogue of Life.